# أوتو باوم
أوتو باوم (بالألمانية: Otto Baum)‏ هو عسكري وجندي ألماني، ولد في 15 نوفمبر 1911 في هشينغن في ألمانيا، وتوفي بنفس المكان في 18 يونيو 1998.